# Bojarkino (obwód uljanowski)
Bojarkino (ros. Бояркино) – wieś (sieło) w Rosji, w obwodzie uljanowskim, w rejonie inzieńskim. W 2010 liczyła 242 mieszkańców.